# Pjesma Eurovizije 1984.
Eurovizija 1984. je bila 29. Eurovizija održana 5. svibnja 1984. u Luksemburgu. Voditeljica je bila Desiree Nosbusch koja je tada imala samo 19 godina i vodila je Euroviziju na dosta "opušten" način, što je neobično za ovaj show. Uz to vodila ju je na četiri jezika, što joj je predstavljalo dodatnu poteškoću. Švedska grupa Herreys je bila pobjednik s pjesmom "Diggi-Loo Diggi-Ley". Njihove "zlatne cipele" su postale pop-kultni klasik od njihove pobjede 

## Rezultati
| Broj | Zemlja                 | Jezik       | Pjevač                     | Pjesma                               | Pozicija | Bodovi |
| ---- | ---------------------- | ----------- | -------------------------- | ------------------------------------ | -------- | ------ |
| 1    | Švedska                | švedski     | Herreys                    | "Diggi-Loo Diggi-Ley"                | 1        | 145    |
| 2    | Luksemburg             | francuski   | Sophie Carle               | "100% d'amour"                       | 10       | 39     |
| 3    | Francuska              | francuski   | Annick Thoumazeau          | "Autant d'amoureux que d'étoiles"    | 8        | 61     |
| 4    | Španjolska             | španjolski  | Bravo                      | "Lady, Lady"                         | 3        | 106    |
| 5    | Norveška               | norveški    | Dollie de Luxe             | "Lenge leve livet"                   | 17       | 29     |
| 6    | Ujedinjeno Kraljevstvo | engleski    | Belle & the Devotions      | "Love Games"                         | 7        | 63     |
| 7    | Cipar                  | grčki       | Andy Paul                  | "Anna Maria Lena" (Άννα Μαρία Λένα)  | 15       | 31     |
| 8    | Belgija                | francuski   | Jacques Zegers             | "Avanti la vie"                      | 5        | 70     |
| 9    | Irska                  | engleski    | Linda Martin               | "Terminal 3"                         | 2        | 137    |
| 10   | Danska                 | danski      | Hot Eyes                   | "Det' lige det"                      | 4        | 101    |
| 11   | Nizozemska             | nizozemski  | Maribelle                  | "Ik hou van jou"                     | 13       | 34     |
| 12   | Jugoslavija            | hrvatski    | Vlado & Izolda             | "Ciao, amore"                        | 18       | 26     |
| 13   | Austrija               | njemački    | Anita                      | "Einfach weg"                        | 19       | 5      |
| 14   | Njemačka               | njemački    | Mary Roos                  | "Aufrecht geh'n"                     | 13       | 34     |
| 15   | Turska                 | turski      | Beş Yıl Önce, On Yıl Sonra | "Halay"                              | 12       | 37     |
| 16   | Finska                 | finski      | Kirka                      | "Hengaillaan"                        | 9        | 46     |
| 17   | Švicarska              | njemački    | Rainy Day                  | "Welche Farbe hat der Sonnenschein?" | 16       | 30     |
| 18   | Italija                | talijanski  | Alice & Franco Battiato    | "I treni di Tozeur"                  | 5        | 70     |
| 19   | Portugal               | portugalski | Maria Guinot               | "Silêncio e tanta gente"             | 11       | 38     |

| Pjesma Eurovizije | Pjesma Eurovizije |
| --- | ----------------- |
| |                   |
| 01956. • 1957. • 1958. • 1959. • 1960. 1961. • 1962. • 1963. • 1964. • 1965. • 1966. • 1967. • 1968. • 1969. • 1970. 1971. • 1972. • 1973. • 1974. • 1975. • 1976. • 1977. • 1978. • 1979. • 1980. 1981. • 1982. • 1983. • 1984. • 1985. • 1986. • 1987. • 1988. • 1989. • 1990. 1991. • 1992. • 1993. • 1994. • 1995. • 1996. • 1997. • 1998. • 1999. • 2000. 2001. • 2002. • 2003. • 2004. • 2005. • 2006. • 2007. • 2008. • 2009. • 2010. 2011. • 2012. • 2013. • 2014. • 2015. • 2016. • 2017. • 2018. • 2019. • 2020. 2021. • 2022. • 2023. • 2024. • 2025. |                   |

| Pjesma Eurovizije | Pjesma Eurovizije |
| --- | ----------------- |
| |                   |
| 01956. • 1957. • 1958. • 1959. • 1960. 1961. • 1962. • 1963. • 1964. • 1965. • 1966. • 1967. • 1968. • 1969. • 1970. 1971. • 1972. • 1973. • 1974. • 1975. • 1976. • 1977. • 1978. • 1979. • 1980. 1981. • 1982. • 1983. • 1984. • 1985. • 1986. • 1987. • 1988. • 1989. • 1990. 1991. • 1992. • 1993. • 1994. • 1995. • 1996. • 1997. • 1998. • 1999. • 2000. 2001. • 2002. • 2003. • 2004. • 2005. • 2006. • 2007. • 2008. • 2009. • 2010. 2011. • 2012. • 2013. • 2014. • 2015. • 2016. • 2017. • 2018. • 2019. • 2020. 2021. • 2022. • 2023. • 2024. • 2025. |                   |